# Salvador Fidalgo
Salvador Fidalgo y Lopegarcía (Seu d'Urgell, 6 de agosto de 1756 – Tacubaya (México), 27 de setembro de 1803) foi um oficial naval da Armada Espanhola do século XVIII, recordado por ter realizado várias viagens de exploração na Costa Noroeste da América do Norte (costas da actual Alasca e Columbia Britânica).